# Joan Chalamanch i Noguer
Joan Chalamanch i Noguer   (la Pobla de Segur, 10 d'agost de 1924 - 27 de desembre de 2019) fou un directiu d'empresa català que jugà un important paper en la història del fabricant de motocicletes Bultaco. Fou ell qui esperonà Francesc Xavier Bultò a fundar una nova empresa -quan aquell tot just havia abandonat Montesa- i qui encapçalà el grup de directius i treballadors de Montesa que seguiren a Bultó en la seva nova aventura empresarial, esdevenint així el nucli fundacional de Bultaco. Des d'aquell moment, passà a ocupar-hi càrrecs d'alta responsabilitat fins que en fou nomenat director general, càrrec que mantingué fins al moment de la fallida de l'empresa.

## Trajectòria laboral
Chalamanch estigué treballant durant 61 anys (dels quals la major part a les empreses Elizalde, Montesa i Bultaco) fins que es jubilà l'any 1999. Debutà doncs en el món laboral cap a 1938 i el seu primer contacte amb una moto fou el 1948, quan començà a treballar a temps parcial com a projectista per a Francesc Xavier Bultó a Montesa. Aviat anà adquirint responsabilitats, i així de febrer de 1950 a desembre de 1951 es dedicà a l'organització de la producció i a la presentació de projectes, i de gener de 1952 a maig de 1958 fou el director industrial de l'empresa.
Quan Pere Permanyer anuncià a finals d'abril de 1958 que Montesa es retiraria de les competicions, Francesc Xavier Bultó, fidel a la seva màxima («El mercat segueix la bandera de quadres») decidí tot seguit plegar de l'empresa, inicialment sense cap intenció de crear-ne una de nova. Aleshores, un petit grup de treballadors que compartien el seu ideari varen quedar molt tocats anímicament. Chalamanch els organitzà i els proposà la idea de muntar una altra empresa de motos, amb Bultó al capdavant. La resposta fou unànime i tots varen dir que si, de manera que l'endemà mateix de la sortida de Bultó, Chalamanch el trucà i li explicà la idea, fent-li avinent el suport que rebria de part d'aquell grup de partidaris. Finalment, Chalamanch el convocà a un sopar d'homenatge que li oferien aquells incondicionals amb motiu del seu aniversari, que s'esqueia casualment aquella mateixa setmana (el 17 de maig). Durant el sopar, celebrat al restaurant Can Castellví -prop de Santa Creu d'Olorda- s'acabà de perfilar la idea entre plat i plat, i el grup de treballadors de Montesa aconseguí convèncer Bultó de tirar endavant aquella nova aventura. Acabava de néixer allò que aviat esdevindria una de les marques de motocicleta més llegendàries, Bultaco.
Un cop amb la nova empresa creada, Chalamanch començà a treballar-hi de projectista, passant després a ocupar-se de tota la part industrial fins que acceptà més tard la direcció general, sense abandonar mai (per exprés desig de Francesc Xavier Bultó) la seva participació dins la direcció de projectes. Els primers temps varen ser difícils: un alt càrrec de Montesa conegut com a El Foca l'acusà d'haver copiat el motor d'una de les motos de la seva antiga fàbrica. Chalamanch el va citar a sopar i, amb un paper davant i un llapis a la mà, li digué: «Vols que et dibuixi totes les parts del motor, incloses les toleràncies?», ja que el motor l'havia dissenyat realment ell. De fet, a Bultaco no varen fer servir cap projecte dels que Chalamanch havia dissenyat estant a Montesa i que eren la clau del progrés en la construcció de motocicletes (com ara el projecte de tres motors, un motor block -compacte- amb la transmissió per pinyons, un canvi amb els eixos diferents, una forquilla nova amb l'eix a la punta, etc.).
Un cop ja s'havien creat dos nous models, el gener de 1960 se li acudí de presentar-los oficialment al Palau dels Esports de Barcelona, a fi de revestir la nova marca d'un toc de qualitat i, al mateix temps, donar un fort cop a la competència.

### La fi de Bultaco
Ja en la fase final de Bultaco, a finals de la dècada de 1970, Chalamanch tingué una actuació destacada en els intents de salvar l'empresa del tancament. El novembre de 1979, per exemple, acompanyà els directius d'Honda en una visita a les instal·lacions a petició del president de la companyia, Yoshio Nakamura, durant les negociacions (no reeixides) amb aquesta empresa per aconseguir que Bultaco en fos la distribuïdora al mercat espanyol.
El 7 de gener de 1980 la direcció abandonà la fàbrica i mai no va tornar. El consell d'administració dimití i el 3 de maig atorgà a Chalamanch el poder total de CEMOTO, amb el pla de reduir la plantilla de 460 a 200 treballadors, obtenir un crèdit de 480 milions de pessetes per a engegar la fàbrica (no per a indemnitzacions) i treure 10.000 motos al mercat, la majoria de la nova versió de la Pursang, la Mk15 250cc. El punt de vista dels treballadors era molt diferent, ja que volien una producció de 15.000 motos per any per a una plantilla de 400 treballadors, amb només 60 acomiadaments. Després de mesos de negociacions, el 7 de juliol de 1980 es tornà a arrencar la producció a empentes i rodolons.
El 1982, veient que tot se n'anava en orris, Chalamanch se n'anà als EUA acompanyat de John Grace per mirar de trobar-hi algun empresari que es volgués associar amb Bultaco, però la gira no tingué el resultat que s'esperava. Més tard, el president de Yamaha convidà Chalamanch a sopar i durant la vetllada cap dels dos no va treure el tema que surava en l'ambient, l'acord de col·laboració entre ambdues marques. Més tard se sabria que tots dos estaven desitjant que sortís el tema, però tant l'un com l'altre esperaven que fos l'altre qui el tragués. Fou la darrera oportunitat perduda. Chalamanch romangué a Bultaco fins al darrer moment, plegant a l'octubre de 1984.